# Jądro systemu operacyjnego
Jądro systemu operacyjnego (ang. kernel) – podstawowa część systemu operacyjnego, która jest odpowiedzialna za wszystkie jego zadania.

## Budowa jądra
Wyróżnia się kilka podstawowych metod konstrukcji jąder:

Model funkcjonowania jądra monolitycznego.

- jądro monolityczne – często stosowane w systemach typu Unix. Wszystkie zadania są wykonywane przez jądro, będące jednym, dużym programem działającym w trybie jądra. Przykładami takiego jądra mogą być: Linux, OpenBSD, FreeBSD, chociaż większość posiada umiejętność dołączania i odłączania modułów (najczęściej zawierających kod sterownika urządzenia lub obsługi potrzebnego w danej chwili systemu plików). Zaletą tej techniki jest prostota, stabilność, łatwość komunikacji pomiędzy różnymi członami jądra (jedna przestrzeń adresowa). Wadą jest, w późniejszym stadium rozwoju projektu, uciążliwość w rozwijaniu programu oraz w znajdywaniu błędów.

Model komunikacji mikrojądra z aplikacjami.

- mikrojądro – w tej technice z monolitycznego jądra zostaje tylko jego podstawowa część, a części odpowiedzialne za bardziej wyrafinowane funkcje są wydzielone do funkcjonalnych bloków albo realizowane jako zwykłe procesy w trybie użytkownika.
- nanojądro – technika zbliżona do techniki mikrojądra, różnica w wielkości – nanokernel jest jeszcze mniejszy.
- exokernel – architektura będąca odmianą nanojądra. Cechą wyróżniającą jest możliwość zarządzania zasobami systemu przez nieuprzywilejowanego użytkownika, a rola jądra sprowadza się do zabezpieczania zasobów. Przykładem systemu korzystającego z tego typu jądra jest system XOK, zbudowany w MIT Laboratory for Computer Science, pracujący na komputerach PC. Wyposażony on został w bibliotekę ExOS, która implementuje system UNIX i umożliwia uruchamianie większości aplikacji tego systemu.
- cachekernel – w tej technice jądro systemu buforuje obiekty systemowe takie jak wątki czy przestrzenie adresowe tak jak sprzęt komputerowy buforuje pamięć. Jądra aplikacji trybu użytkownika są odpowiedzialne za ładowanie tych danych i ponowne ich zapisanie, stosując specyficzne dla danej aplikacji mechanizmy.

Model komunikacji jądra hybrydowego z aplikacjami.

- jądro hybrydowe – kompromis między architekturą jądra monolitycznego i mikrojądra. W krytycznych usługach – np. stos sieci – usługi są na stałe wkompilowane w główny kod jądra, inne usługi pozostają oddzielone od głównego jądra i działają jako serwery (w przestrzeni jądra). Dzięki temu rozwiązaniu możliwe jest zachowanie wydajności jądra monolitycznego dla kluczowych usług. Klasyfikacja ta budzi kontrowersje niektórych programistów[1].

## Cechy jądra
Z budowy jądra wynikają jego cechy, takie jak:
- wielozadaniowość (wieloprocesowość),
- wielowątkowość,
- wielobieżność,
- skalowalność,
- wywłaszczalność.

## Zastosowanie systemów operacyjnych
Zastosowanie systemów operacyjnych wynika ściśle z ich budowy, a to przeważnie sprowadza się do budowy ich jądra. Tak więc:
- jako serwery lub zapory sieciowe używa się przeważnie systemów z jądrem monolitycznym, czyli np. systemów uniksowych,
- w telekomunikacji i wszędzie tam, gdzie należy spełnić duże wymagania czasowe, decydującą rolę odgrywają systemy operacyjne czasu rzeczywistego, takie jak na przykład QNX,
- w wielu urządzeniach działają systemy określane mianem embedded (osadzone), które charakteryzują się wysoką skalowalnością.

## Przykłady jąder systemów operacyjnych
Jądra monolityczne:
- Tradycyjne jądra UNIX, jak np. jądra systemów BSD
- Linux
- MS-DOS
- Microsoft Windows

Hybrydowe:
- Windows NT/2000/XP/Vista/7/8/10/11
- Mac OS

Mikrojądra:
- AIX
- Amoeba
- ChorusOS
- Extremely Reliable Operating System (EROS)
- K42
- LSE/OS (nanojądro)
- KeyKOS (nanojądro)
- L4
- Mach, wykorzystywany w systemach GNU/Hurd i Mac OS X
- MERT
- Minix
- MorphOS
- NewOS
- Phoenix-RTOS
- QNX
- RadiOS
- Microsoft Singularity